# Giovanni di Stefano
Giovanni di Stefano (Sienne, 1444 - Sienne, vers 1511) est un sculpteur et peintre italien.

## Biographie
Giovanni di Stefano a été actif surtout comme sculpteur. Il a réalisé diverses œuvres à Sienne :
- Louves, sculptures sur marbre, Dôme de Sienne et Porta Romana
- Dessins des marqueteries de marbre Ermete Trismegisto et des sibylles Cumana, Cumea et Delfica (1487) du  pavement intérieur du Duomo de Sienne
- Sant'Ansano (1487), statue en marbre Chapelle San Giovanni Battista, Sienne
- Angeli reggicandelabro (1496-1497), deux candélabres en bronze, maître-autel.

Giovanni di Stefano est le fils du peintre Sassetta. Il s'est surtout inspiré de Francesco di Giorgio Martini et du Vecchietta.

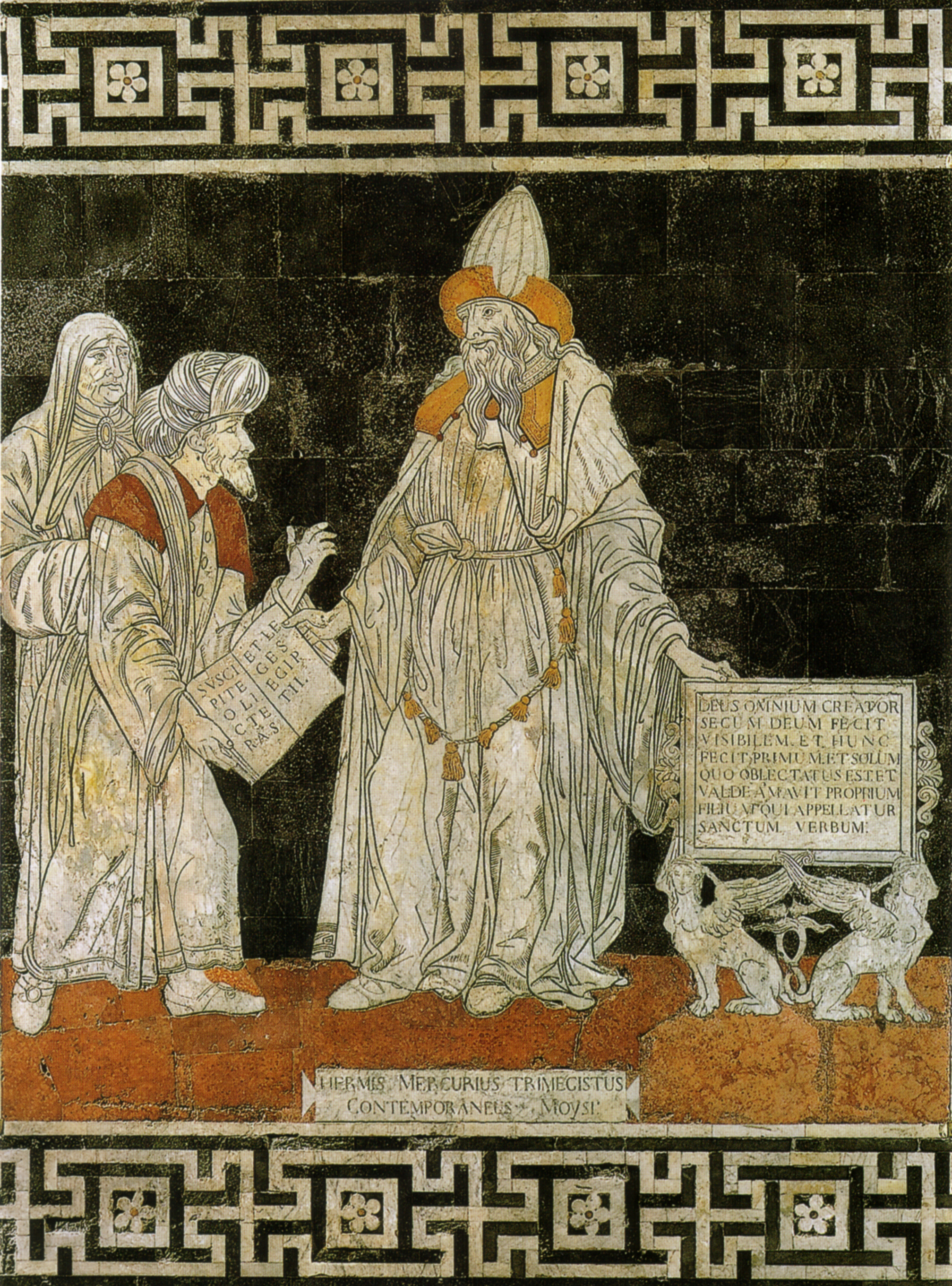
Hermès Trismégiste.
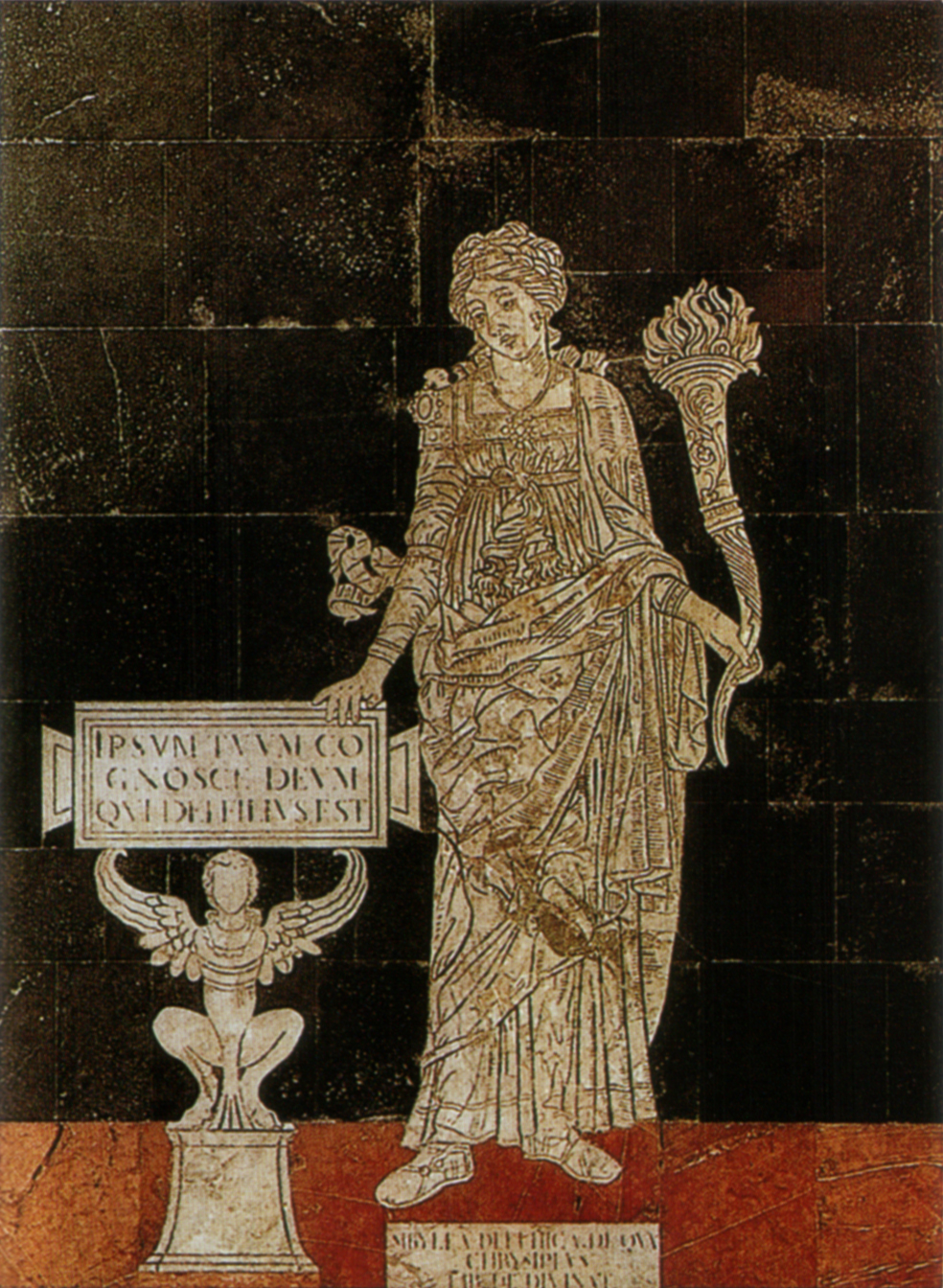
Sibylle delphique.
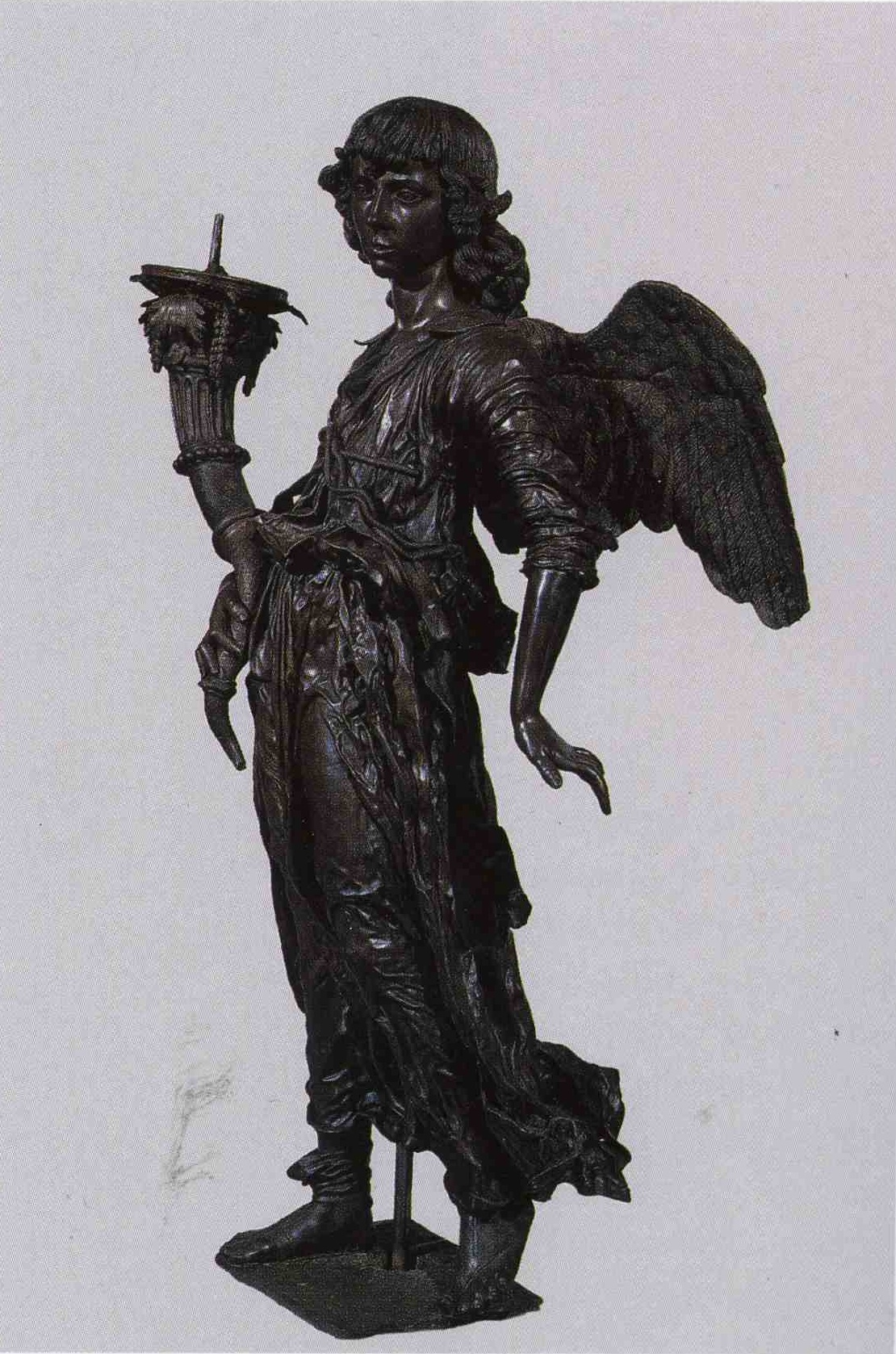
Ange porteur de lumière.